# Basilewskya
Basilewskya is een geslacht van kevers uit de familie van de loopkevers (Carabidae). De wetenschappelijke naam van het geslacht is voor het eerst geldig gepubliceerd in 1948 door Straneo.

## Soorten
Het geslacht Basilewskya omvat de volgende soorten:
- Basilewskya geginati Schule, 2004
- Basilewskya punctata Straneo, 1958
- Basilewskya trachelocyphoides Straneo, 1948